# Bão Noul (2020)
Bão nhiệt đới Noul, còn được gọi là Áp thấp nhiệt đới Leon ở Philippines, là một xoáy thuận nhiệt đới yếu, nhưng rất chết chóc đã ảnh hưởng đến miền Trung Việt Nam, nơi trước đó đã bị ảnh hưởng bởi bão nhiệt đới Sinlaku hơn một tháng trước đó. Noul có nguồn gốc từ một hệ thống nhiệt đới ở Biển Philippines vào ngày 15 tháng 9. Hệ thống này đã được nâng cấp thành áp thấp nhiệt đới vào cuối ngày hôm đó bởi JMA, còn JTWC và PAGASA thì công nhận hệ thống là áp thấp nhiệt đới vào 15:00 UTC. PAGASA cũng gán tên địa phương Leon cho xoáy thuận nhiệt đới đang phát triển. Khi Leon đang rời khỏi khu vực chịu trách nhiệm, bão đã mạnh lên thành một cơn bão nhiệt đới và được JMA đặt tên quốc tế là Noul. Noul đã đổ bộ vào giữa tỉnh Quảng Trị và Thừa Thiên-Huế vào ngày 18 tháng 9 trước khi tan biến thành vùng thấp còn sót lại ở Thái Lan vào cuối ngày hôm đó.
Noul làm sáu người chết và thiệt hại 175,2 triệu đô la Mỹ tại Việt Nam.  Tại Campuchia, Noul đã giết chết 12 người, trong đó 8 người trong số họ thiệt mạng do sét đánh ở tỉnh Battambang, 3 người chết đuối ở các tỉnh Preah Sihanouk và Koh Kong, và một người từ tỉnh Pailin mất tích và được cho là đã chết. 

## Cấp bão
Cấp bão Nhật Bản: 45 kt - 992 hPa - Bão nhiệt đới
Cấp bão Hoa Kỳ: 45 kt - Bão nhiệt đới
Cấp bão Việt Nam: 93 km.h - Cấp 10 - Bão nhiệt đới mạnh
Cấp bão Bắc Kinh: 25 m/s - 985 hPa - Bão nhiệt đới dữ dội
Cấp bão Hàn Quốc: 24 m/s - Bão nhiệt đới yếu
Cấp bão Đài Loan: 23 m/s - Bão nhiệt đới
Cấp bão Hồng Kông: 90 km/h - Bão nhiệt đới dữ dội
Cấp bão Philipines: 85 km/h - Bão nhiệt đới (ngoài PAR)

## Lịch sử khí tượng
Vào ngày 14 tháng 9 lúc 12:00 UTC, Cơ quan Khí tượng Nhật Bản (JMA) bắt đầu đưa ra cảnh báo về một áp thấp nhiệt đới đang di chuyển theo hướng Tây Tây Bắc. Hệ thống ngày càng tổ chức hơn và vào ngày 15 tháng 9 lúc 02:00 UTC, Trung tâm Cảnh báo Bão Liên hợp (JTWC) đã ban hành Cảnh báo về sự hình thành bão nhiệt đới cho áp thấp khi nó di chuyển trên Philippines.  Hệ thống đã ở trong một môi trường thuận lợi, mặc dù việc tăng cường cường độ bị hạn chế do cấu trúc vô tổ chức.  Đối lưu, mặc dù vô tổ chức, bắt đầu bao phủ hoàn lưu mức thấp và vào lúc 15:00 UTC, JTWC đã nâng cấp hệ thống thành áp thấp nhiệt đới, đặt tên gọi không chính thức là 13W khi nó nằm ở vị trí khoảng 159 hải lý (294 km; 183 mi) phía tây nam của Manila. Nhiệt độ bề mặt biển trong khu vực dao động từ 30–32 ° C (86–90 ° F).  Đồng thời, PAGASA bắt đầu phát các bản tin thời tiết về vùng áp thấp, đặt tên địa phương cho nó là Leon.  3 giờ sau vào lúc 18:00 UTC, JMA đã nâng cấp áp thấp nhiệt đới thành bão nhiệt đới, đặt tên cho nó là Noul. Vào lúc 21h ngày 16 tháng 9, cơn bão đã rời khỏi PAR và PAGASA đã đưa ra cảnh báo cuối cùng của hệ thống. Vào lúc 03:00 UTC ngày 18 tháng 9, Noul đã đổ bộ vào giữa các tỉnh Quảng Trị và Thừa Thiên-Huế. Sau đó vào lúc 9:00 UTC, JTWC đã đưa ra cảnh báo cuối cùng cho hệ thống. Sau khi bị hạ cấp thành vùng áp thấp (LPA), Noul đi theo hướng tây và di chuyển sang Ấn Độ Dương.

## Chuẩn bị và tác động
Vài ngày trước khi cơn bão tấn công Việt Nam, chính phủ Việt Nam đã đóng cửa ba sân bay và sơ tán hơn một triệu người trong các khu vực bị ảnh hưởng. Noul làm hư hại nhà cửa và đánh sập cây cối và các cột điện ở Huế, Việt Nam. Lượng mưa lớn đạt đỉnh 310 mm (12,20 inch) tại Đà Nẵng.  Cơn bão đã khiến 6 người chết và thiệt hại 705 tỷ đồng (30,4 triệu đô la Mỹ).